# Verkehr im Vereinigten Königreich
Das Verkehrsnetz im Vereinigten Königreich ist gut ausgebaut. Das auf London, Edinburgh und Belfast zentrierte Hauptstraßennetz ist 46.894 km lang, das auf Birmingham, Manchester und London zentrierte Autobahnnetz 3496 km. Insgesamt gibt es über 388.000 km asphaltierte Straßen. Das Netz der verschiedenen privaten Eisenbahngesellschaften, auf denen täglich 18.000 Personenzüge und 1000 Güterzüge verkehren, ist 16.878 km lang (davon 342 km in Nordirland). Verschiedene Großstädte, insbesondere London, besitzen gut ausgebaute Vorortseisenbahnnetze. Der Flughafen London-Heathrow hat das größte Passagieraufkommen in Europa und das siebtgrößte weltweit. In den britischen Häfen wurden im Fiskaljahr 2003/04 über 558 Millionen Tonnen Güter umgeschlagen.

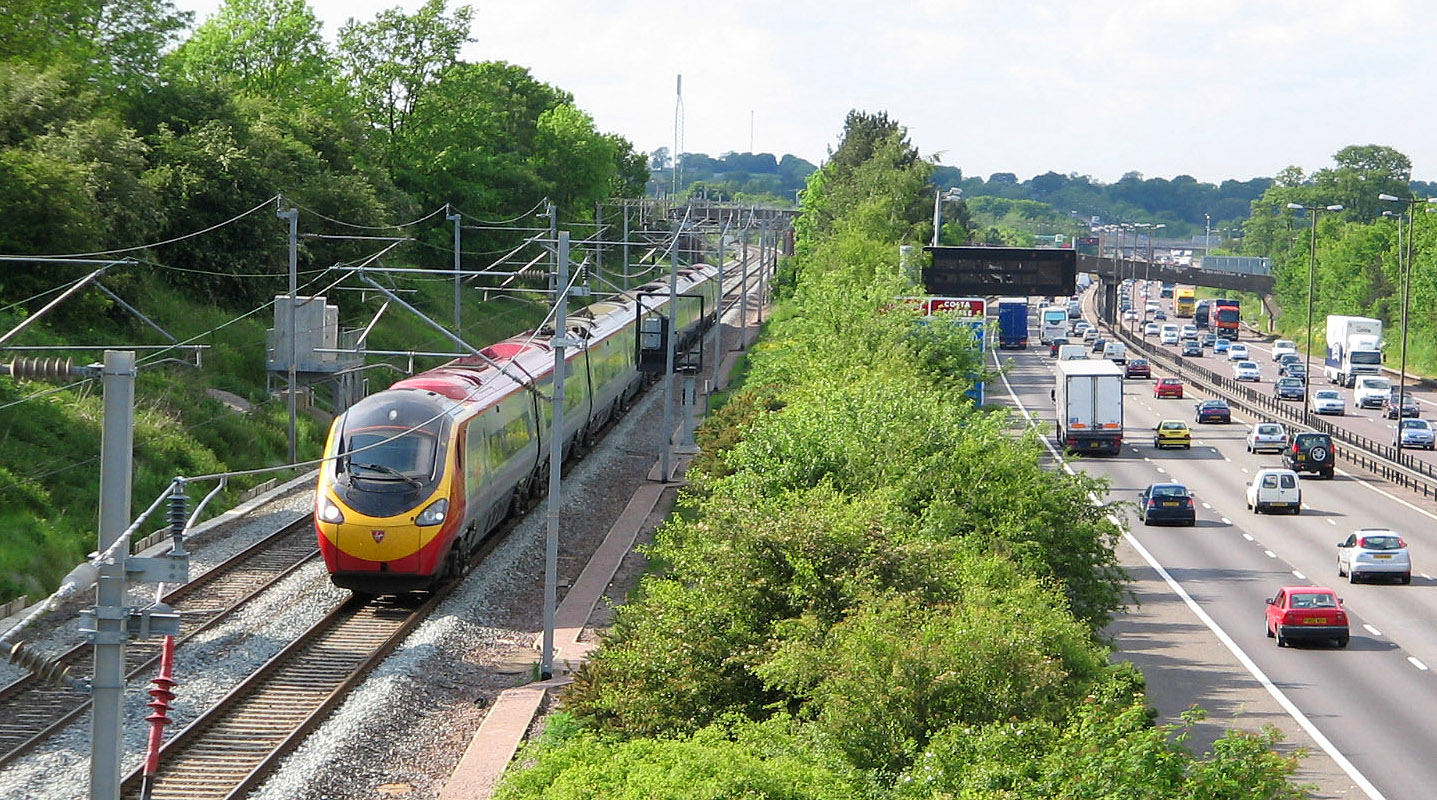
Verkehrswegebündelung der Eisenbahnstrecke West Coast Main Line und Autobahn M1

## Eisenbahn
Hauptartikel: Schienenverkehr in Großbritannien, Schienenverkehr in Irland
Das Schienennetz des Vereinigten Königreichs besteht aus zwei voneinander unabhängigen Teilnetzen, in Nordirland und auf Großbritannien. Seit 1994 ist letzteres durch den Eurotunnel mit dem europäischen Festland verbunden. Das nordirische Netz ist mit jenem in der Republik Irland verbunden.

### Großbritannien

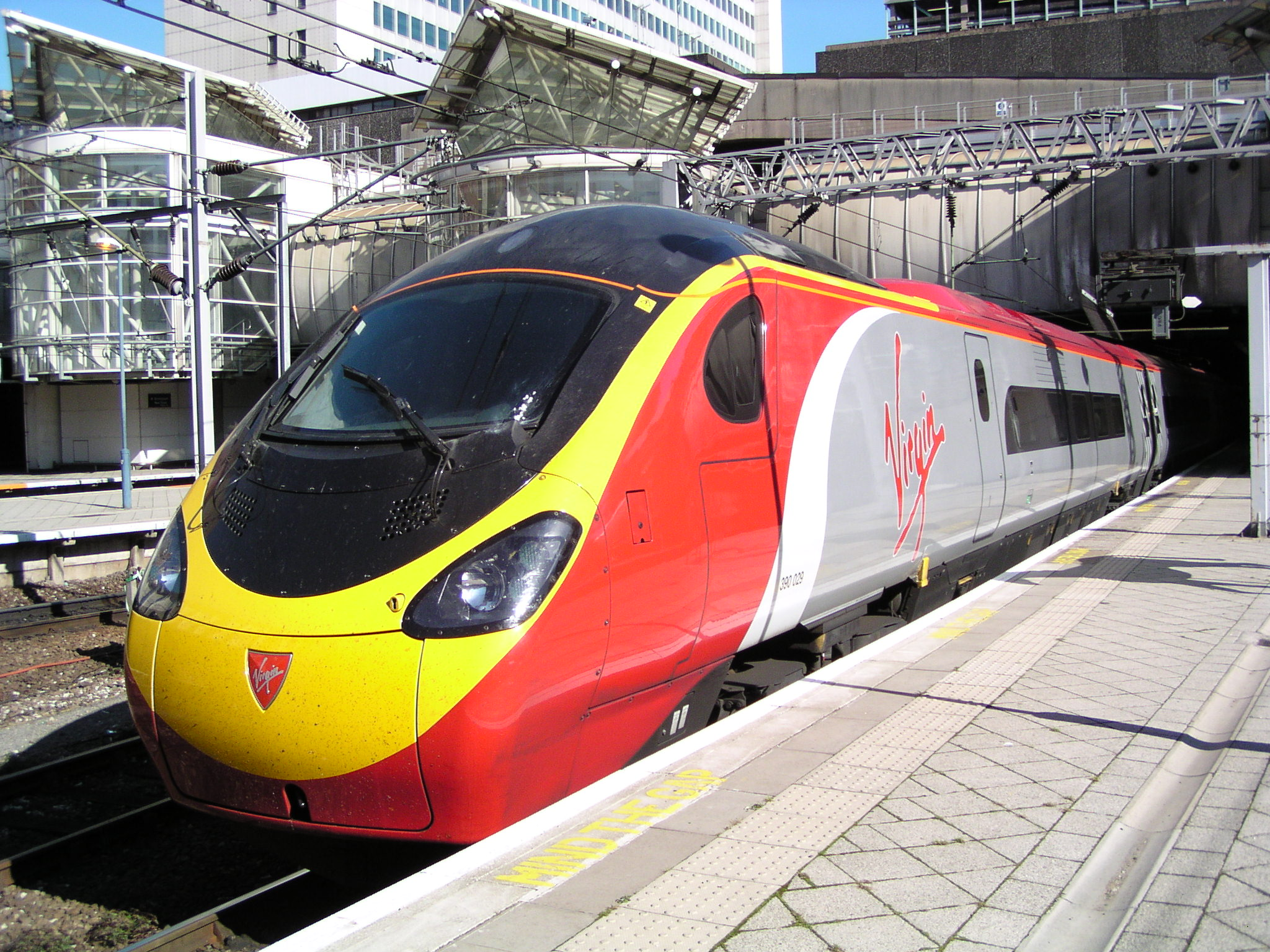
Pendolino-Zug von Virgin Trains in Birmingham

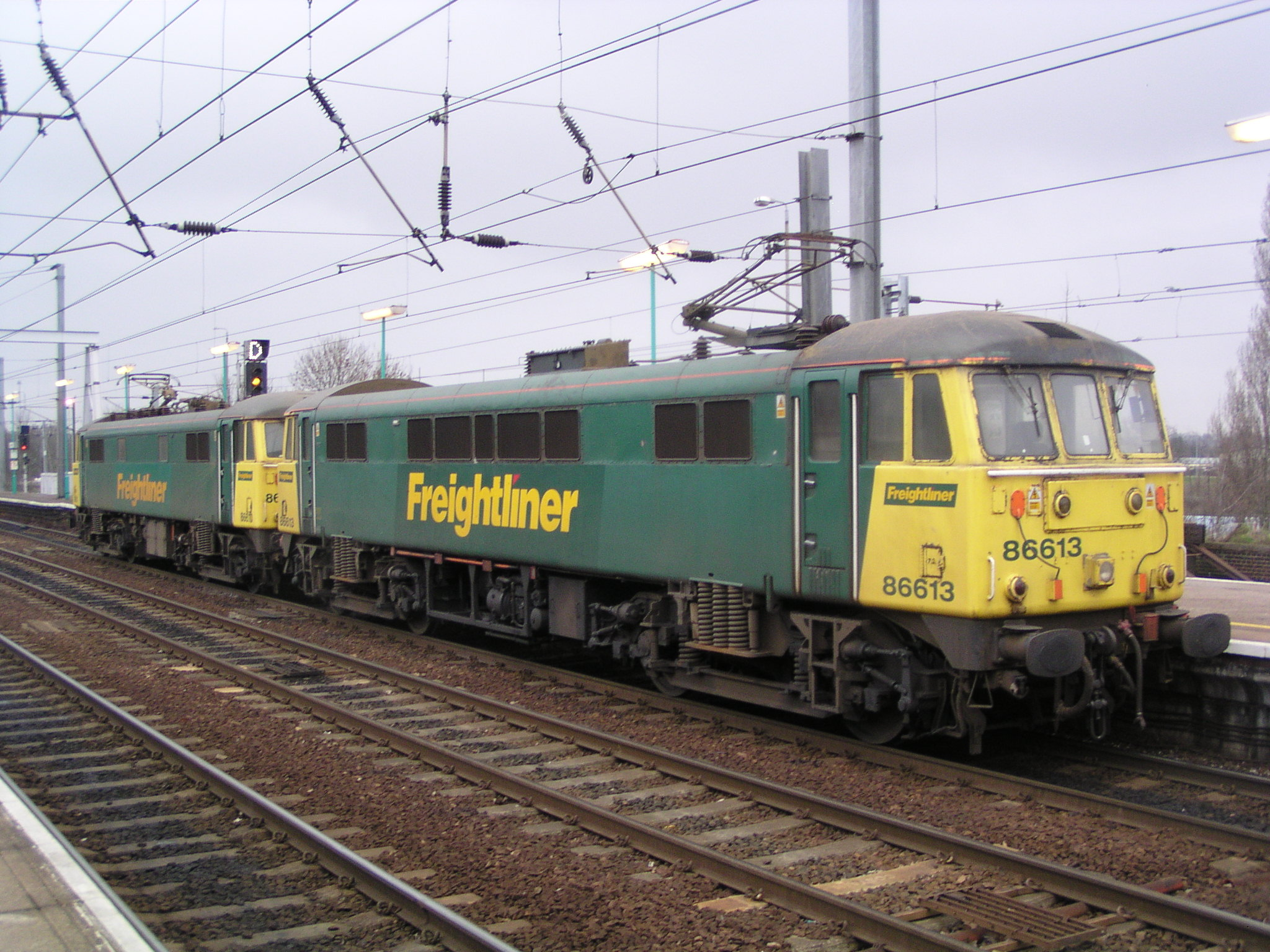
E-Lok von Freightliner

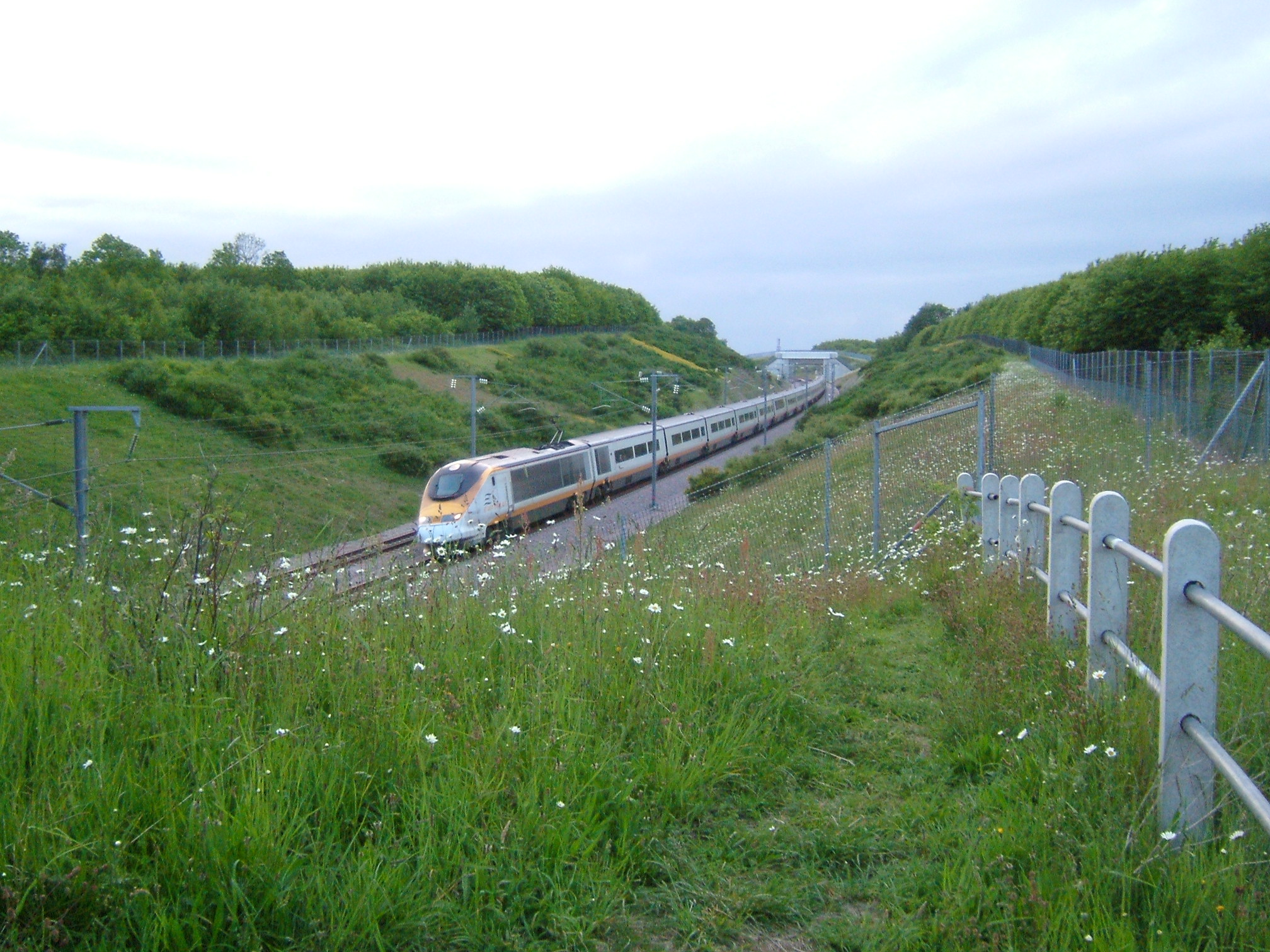
Eurostar bei Stroud

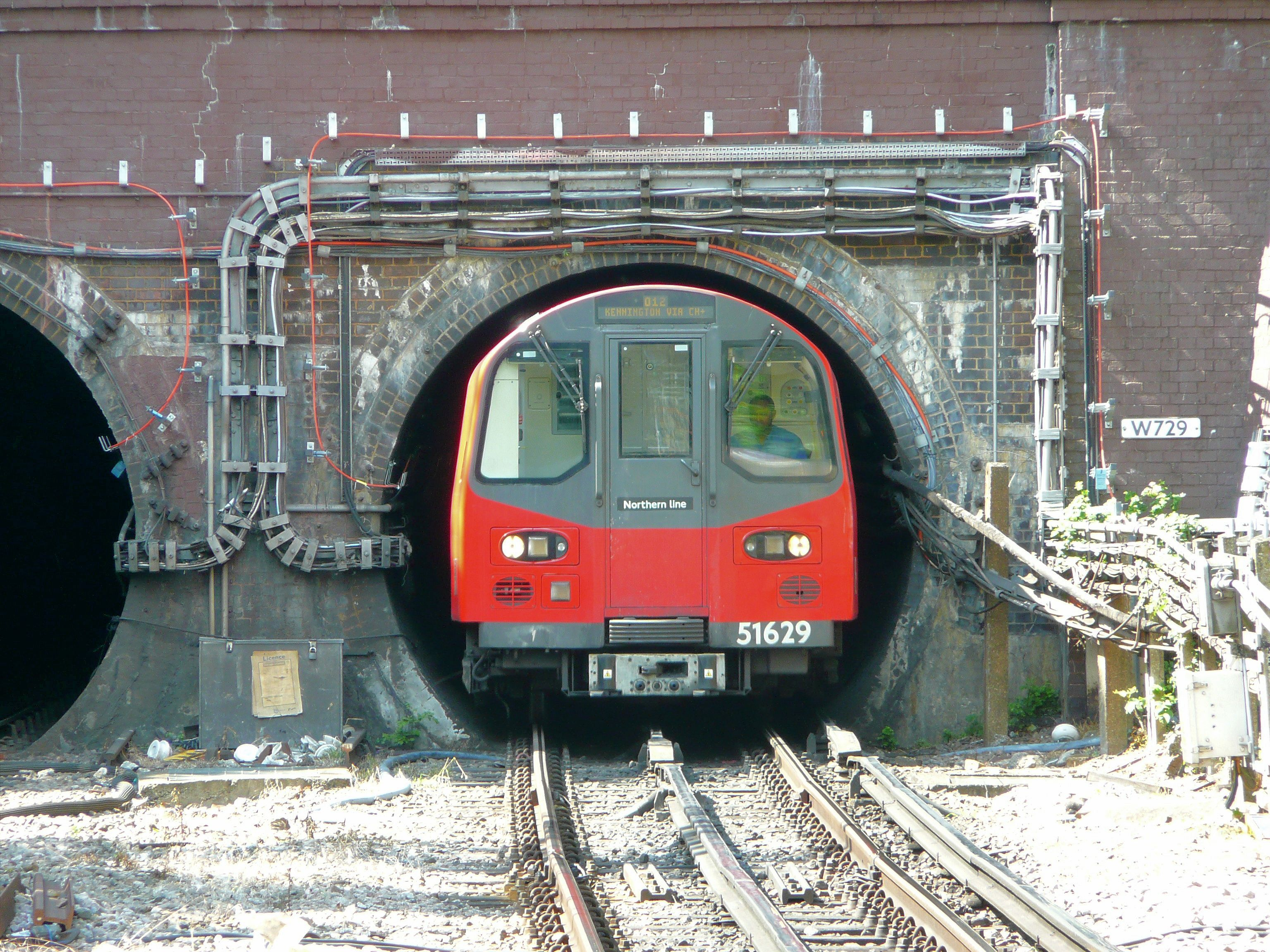
London Underground bei Hendon Central

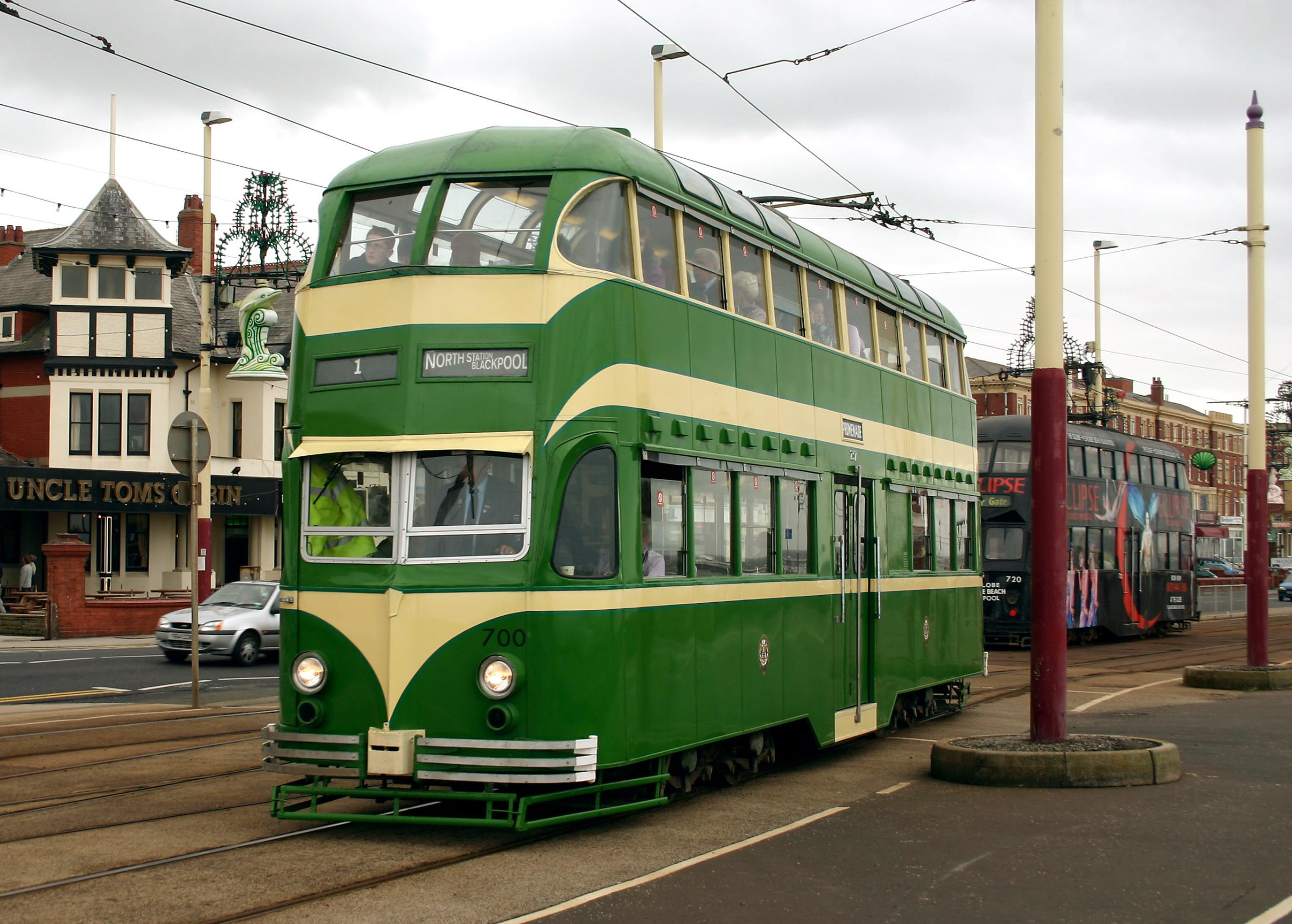
Doppelstock-Straßenbahn in Blackpool

Das Schienennetz der Eisenbahnen in Großbritannien ist das älteste der Welt. Das Gerüst bilden die fünf von London aus radial verlaufenden Hauptstrecken West Coast Main Line, East Coast Main Line, Midland Main Line, Great Western Main Line und Great Eastern Main Line. Diese werden ergänzt durch zahlreiche Regionallinien und dichte Vorortsnetze in den Ballungszentren. Die High Speed 1 ist vom übrigen Schienennetz betrieblich getrennt und nach den gleichen Spezifikationen gebaut wie das TGV-Netz in Frankreich.
Die weltweit erste Eisenbahnlinie mit Personenverkehr war die 1825 eröffnete Stockton and Darlington Railway, die 1830 eröffnete Liverpool and Manchester Railway war die weltweit erste Eisenbahnlinie zwischen zwei Großstädten. In der Folge wurden hunderte von Eisenbahngesellschaften gegründet, die sich 1922 nach zahlreichen Fusionen zu vier Gesellschaften konsolidierten. 1948 wurden die Eisenbahnen verstaatlicht, anschließend das Streckennetz auf weniger als die Hälfte reduziert. 1994 und 1995 erfolgte die Aufteilung der Staatsbahn British Rail in Infrastruktur-, Unterhalts-, Rollmaterial-, Personenverkehrs- und Güterverkehrsgesellschaften aufgeteilt, die 1996 und 1997 privatisiert wurden.
In Großbritannien ist die Bahninfrastruktur (insbesondere Schienen, Bahnhöfe, Betriebswerkstätten und Signale) im Besitz der nicht-gewinnorientierten Gesellschaft Network Rail, die auch den Unterhalt übernimmt. Network Rail trat 2002 die Nachfolge des bankrotten Privatunternehmens Railtrack an. Der Personenverkehr wird von zahlreichen Bahngesellschaften durchgeführt. Die meisten erbringen nach dem Franchising-Prinzip bestimmte, von der Regierung festgelegte Leistungen und erhalten im Gegenzug finanzielle Unterstützung. Der Güterverkehr ist vollständig kommerzialisiert, die verschiedenen Betreiber erhalten keine Zuwendungen von der Regierung. Die meisten Bahngesellschaften besitzen kein eigenes Rollmaterial, sondern leihen dieses von drei Rollmaterialgesellschaften.
Das Schienennetz in Großbritannien umfasst 16.536 km Normalspurstrecken (1435 mm). Davon sind 4928 km elektrifiziert und 12.591 km doppel- oder mehrgleisig. Die Höchstgeschwindigkeit betrug während Jahrzehnten 125 mph (200 km/h) auf den InterCity-Linien. Auf der High Speed 1, die London mit dem Eurotunnel verbindet, sind die Eurostar-Züge mit bis zu 300 km/h unterwegs.

### Nordirland
In Nordirland sind die Eisenbahnen im Gegensatz zu Großbritannien nicht privatisiert. Die staatliche Gesellschaft Northern Ireland Railways (NIR) ist im Besitz der Infrastruktur und betreibt den Personenverkehr. Das nordirische Eisenbahnnetz ist eines der wenigen in Europa, auf dem kein Güterverkehr abgewickelt wird. NIR wurde 1996 mit den beiden öffentlich-rechtlichen Busunternehmen Ulsterbus und Metro zur Verkehrsgesellschaft Translink fusioniert.
Das nordirische Schienennetz umfasst 342 km Strecken in Breitspur (1600 mm). Davon sind 190 km doppel- oder mehrspurig.

### Städtischer Schienenverkehr
Drei britische Städte verfügen über U-Bahnen und Stadtbahnen. Am bekanntesten ist die London Underground in London, die älteste und längste U-Bahn der Welt. Ebenfalls in London befindet sich die fahrerlose Stadtbahn Docklands Light Railway. In der größten schottischen Stadt Glasgow verkehrt die Glasgow Subway, in Newcastle upon Tyne und Umgebung die Tyne and Wear Metro. Durch Passenger Transport Executives (eine Art von Verkehrsverbund) können Städte auch lokale Eisenbahnnetze betreiben. Einige Netze, z. B. London Overground oder Merseyrail, sind wie S-Bahnen durch die Stadt trassiert.
Im 19. und im frühen 20. Jahrhundert besaß jede größere Stadt eine Straßenbahn. Mit der Zunahme des motorisierten Individualverkehrs wurden sie in den 1950er-Jahren weitgehend stillgelegt und abgebaut. 1962 blieb nur noch die Straßenbahn Blackpool übrig. Seit Beginn der 1990er-Jahre entstanden einzelne neue Straßenbahn- und Stadtbahnnetze:
- Manchester Metrolink in Greater Manchester
- Sheffield Supertram in Sheffield
- Midland Metro in Birmingham/Wolverhampton
- Tramlink in Croydon
- Nottingham Express Transit in Nottingham

## Straßen
Hauptartikel: Straßensystem in Großbritannien, Straßensystem in Irland, Liste der Autobahnen in Großbritannien

### Straßennetz

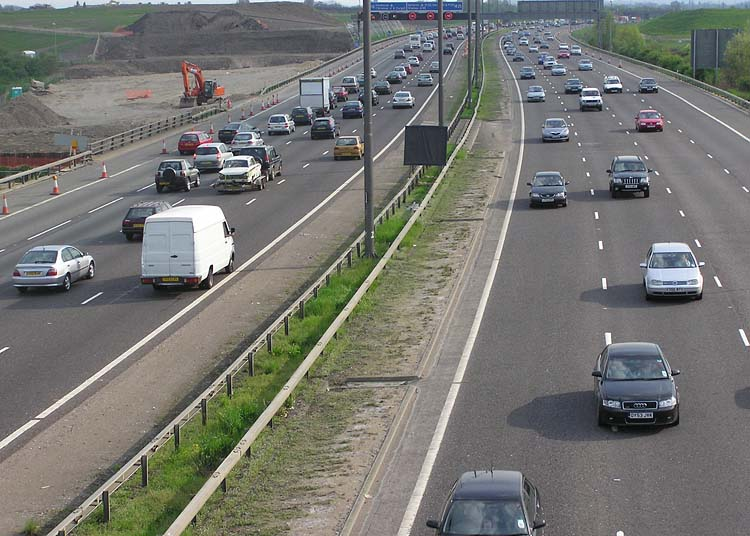
Autobahn M25 rund um London

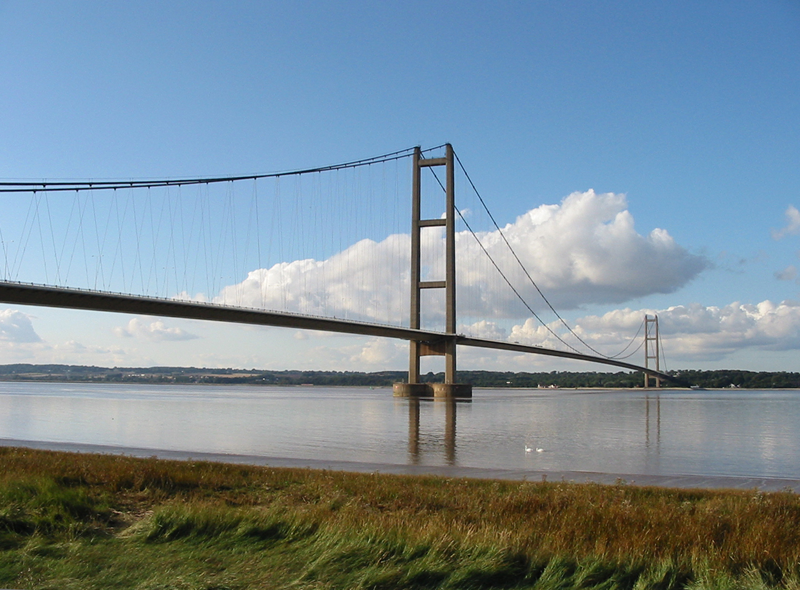
Humber-Brücke

Das Straßennetz des Vereinigten Königreichs ist rund 388.000 km lang. Davon sind rund 3500 km Autobahnen, die seit den 1950er-Jahren errichtet worden sind. Neben den Autobahnen gibt es auch ein dichtes Netz von vierspurigen richtungsgetrennten Fernstraßen (A roads), auf denen aber alle Arten von Fahrzeugen zugelassen sind und die sich mit anderen Straßen kreuzen. Diese Art von Straßen werden auch als dual carriageway bezeichnet und entsprechen den autobahnähnlichen Straßen im deutschsprachigen Raum. Mehrspurige Straßen haben in regelmäßigen Abständen so genannte „U-Turns“ (Deutsch:Halbkreiswende) oder Roundabout (Kreisverkehr).
Für den Unterhalt der Autobahnen und Fernstraßen in England ist die Highway Agency zuständig, eine dem Verkehrsministerium unterstellte Behörde. Für das übrige Straßennetz in England sind die Lokalverwaltungen zuständig. In Schottland gehört der Unterhalt des Straßennetzes zum Zuständigkeitsbereich von Transport Scotland, in Wales dem Welsh Parliament und in Nordirland von Roads Services (Abteilung des Ministeriums für regionale Entwicklung).
Mautstraßen sind im Vereinigten Königreich selten anzutreffen, jedoch gibt es zahlreiche mautpflichtige Brücken wie z. B. die Humber-Brücke. 2003 wurde die erste mautpflichtige Autobahn eröffnet, die Motorway M6 Toll, die bei Birmingham die Motorway M6 entlastet. In einigen Städten ist eine Innenstadtmaut zu entrichten (z. B. die London Congestion Charge).

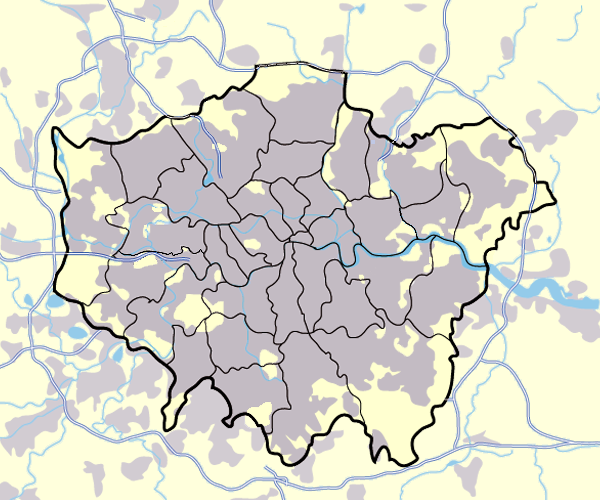
Geltungsbereich der Londoner Umweltzone

Seit dem 4. Februar 2008 ist überdies im Großbereich von London eine Umweltzone (Low Emission Zone – LEZ) eingerichtet. Sie ist laut der Aufsichtsbehörde Transport for London die größte Umweltzone der Welt. Vom 4. Februar 2008 bis zum Januar 2012 werden die Emissionshöchstwerte schrittweise angehoben. Betroffen sind jedoch keine PKW, sondern kleinere Transportwagen und Busse bis hin zu LKWs. Bevor die Zone mit einem dieser Fahrzeuge befahren wird, muss es zuvor angemeldet werden. Erfüllt das Fahrzeug die Emissionsstandards nicht, ist eine tägliche Gebühr zu zahlen. Unregistrierte Fahrzeuge riskieren ein Bußgeld. Weitere Informationen sind auf der Webseite zu finden.
Die zulässige Höchstgeschwindigkeit auf Autobahnen beträgt 70 mph (112 km/h), außerorts bis 60 mph (96 km/h) und innerorts 30 mph (48 km/h). Im Vereinigten Königreich herrscht Linksverkehr.

### Busverkehr
Reisebusse verkehren auf zahlreichen Überlandlinien im gesamten Vereinigten Königreich. Das größte Angebot in England und Wales bietet National Express, in Schottland sind auch Megabus und Scottish Citylink tätig. Für den städtischen und regionalen Busverkehr waren einst die Gemeinden zuständig. Seit der vollständigen Privatisierung und Deregulierung in den 1990er-Jahren sind über 80 % der ehemaligen Busgesellschaften im Besitz der „Großen Fünf“ (Big Five). Dabei handelt es sich um die privaten Transportunternehmungen Arriva, First Group, Go-Ahead Group, National Express Group und Stagecoach Group. Der Busverkehr in Nordirland ist weiterhin staatlich und wird von der Gesellschaft Translink abgewickelt.

## Schifffahrt

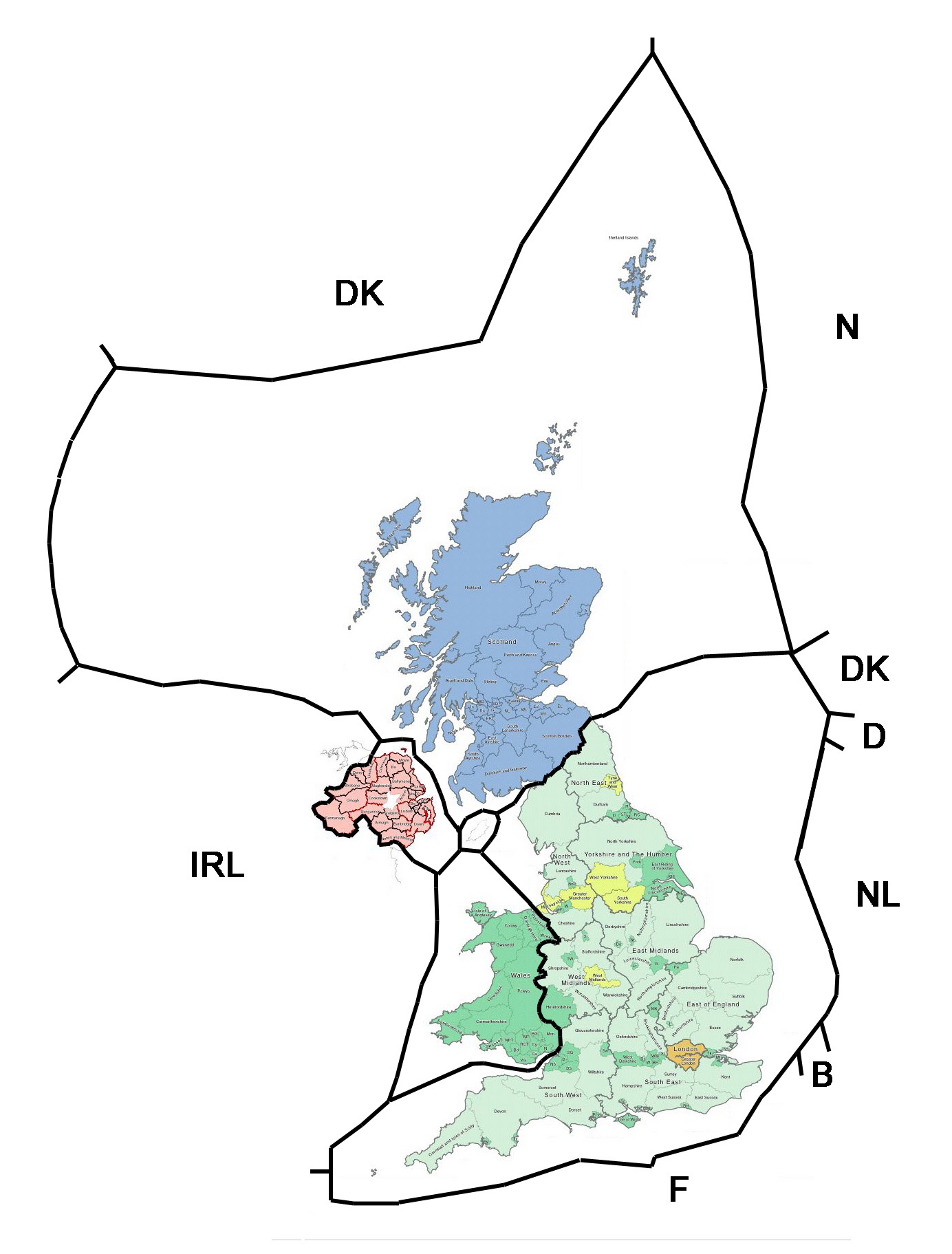
Karte der Ausschließlichen Wirtschaftszone

Wegen der Insellage des Vereinigten Königreichs war der Wasserweg vor Aufnahme des kommerziellen Luftverkehrs und vor dem Bau des Eurotunnels die einzige Möglichkeit, den Staat zu erreichen oder zu verlassen. Die einzige Ausnahme davon bildet die Landgrenze zwischen Nordirland und der Republik Irland.

### Häfen
Rund 95 Prozent aller Güter erreichen das Vereinigte Königreich per Schiff (entspricht 75 Prozent des Gesamtwerts). Die vier größten Häfen des Landes sind:
- Felixstowe an der Ostküste – viertgrößter Hafen Europas
- Tilbury bei London
- Southampton an der Südküste
- Teesport bei Middlesbrough

Es gibt zahlreiche weitere See- und Binnenhäfen, die wichtigsten sind:
Aberdeen, Avonmouth, Barry, Belfast, Bristol, Cardiff, Dover, Falmouth, Glasgow, Gloucester, Grangemouth, Harwich, Kingston upon Hull, Kirkwall, Leith, Liverpool, London, Manchester, Peterhead, Plymouth, Poole, Port Talbot, Portsmouth, Scapa Flow, Sullom Voe, Swansea und Tyne.

### Handelsmarine
Einige Jahrhunderte lang besaß das Vereinigte Königreich die größte Handelsmarine der Welt, ist aber mittlerweile von anderen Staaten überholt worden. Es gibt 429 Schiffe mit über 1000 Bruttoregistertonnen (Stand: 2005, insgesamt 9.181.284 Bruttoregistertonnen). Davon waren 18 Massengutfrachter, 55 Frachter, 48 Chemietanker, 134 Containerschiffe, 11 Flüssiggastanker, 12 Passagierschiffe, 64 Passagier-/Frachtschiffe, 40 Öltanker, 19 Kühlgutfrachter, 19 RoRo-Schiffe und 3 Fahrzeugfrachter. Hinzu kommen 446 Schiffe, die in anderen Ländern registriert sind sowie 202 Schiffe mit britischer Lizenz, die in ausländischem Besitz sind.

### Sonstige Seeschifffahrt

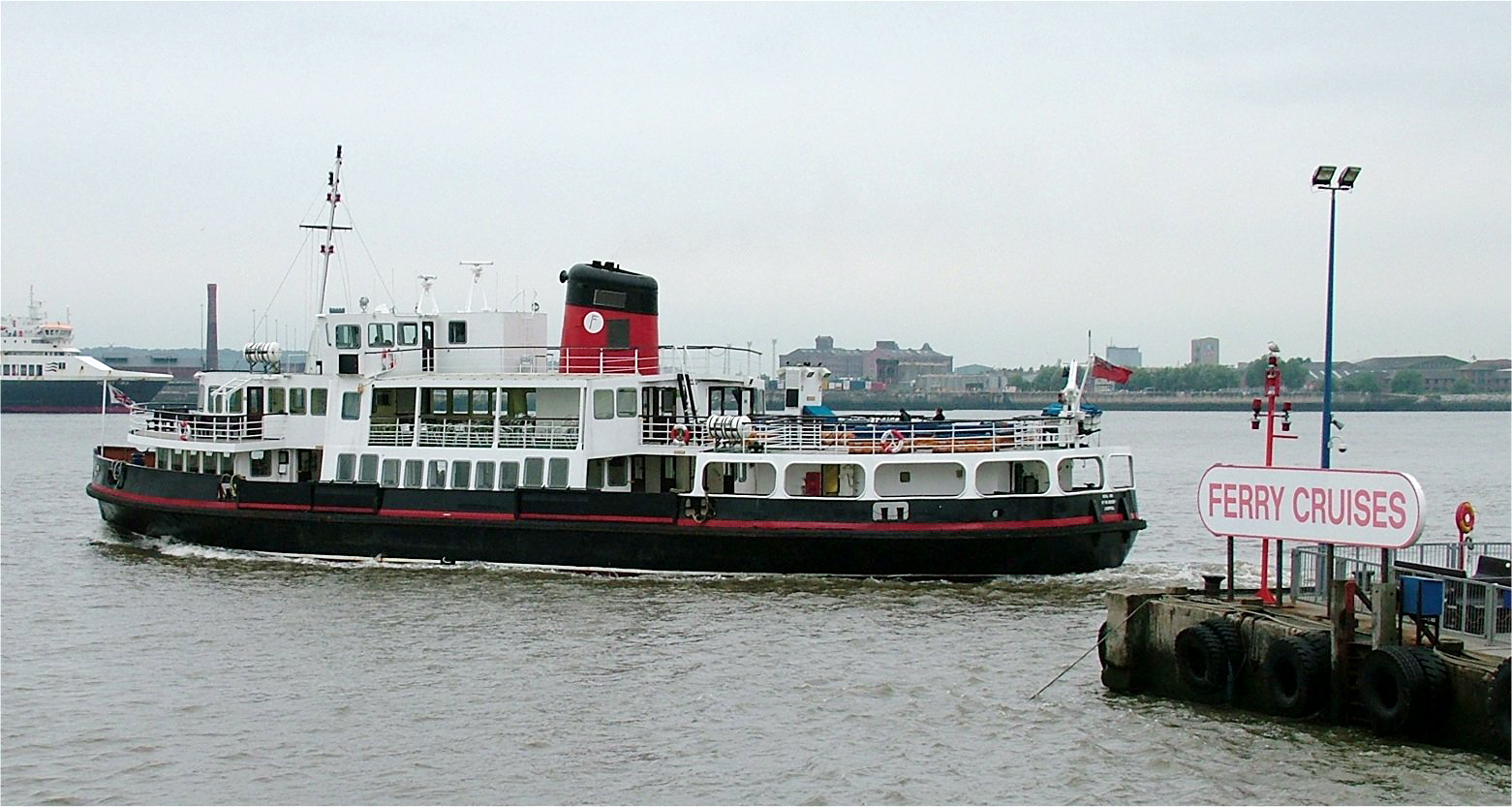
Fähre über den River Mersey

Passagierfähren verbinden das Vereinigte Königreich mit nahe gelegenen Ländern wie Frankreich, Irland, Belgien, Niederlande, Dänemark, aber auch Spanien und Norwegen. Bedeutende innerbritische Routen gibt es zwischen Schottland und Nordirland, zwischen England und der Isle of Man sowie von der Südküste auf die Isle of Wight und zu den Kanalinseln. Darüber hinaus existieren zahlreiche Fährverbindungen von lokaler Bedeutung.

### Binnenschifffahrt
Siehe auch Kategorie:Kanal im Vereinigten Königreich
Zu Beginn der industriellen Revolution wurden im Vereinigten Königreich zahlreiche Binnenschifffahrtskanäle gebaut, die hauptsächlich von sogenannten Narrowboats befahren wurden, die in ihren Maßen und ihrer Bauweise den Besonderheiten der Kanäle angepasst waren. Zu Beginn des 19. Jahrhunderts wurden auf den Kanälen die meisten Transportleistungen im Güterverkehr erbracht. Die Bedeutung der Kanäle nahm nach dem Bau der ersten Eisenbahnen in den 1830er-Jahren stark ab. 1948 wurden die meisten der bis dahin privaten Kanäle verstaatlicht. Ab 1962 verwaltete und bewirtschaftete British Waterways die Kanäle. 2012 übernahm die Stiftung Canal & River Trust diese Aufgaben.
Heute gibt es in Großbritannien schiffbare Binnenwasserwege mit einer Gesamtlänge von 3200 Kilometern. Sie dienen meist Erholungszwecken. 620 Kilometer werden heute noch kommerziell genutzt.

## Luftverkehr
Siehe auch Liste der Flughäfen im Vereinigten Königreich

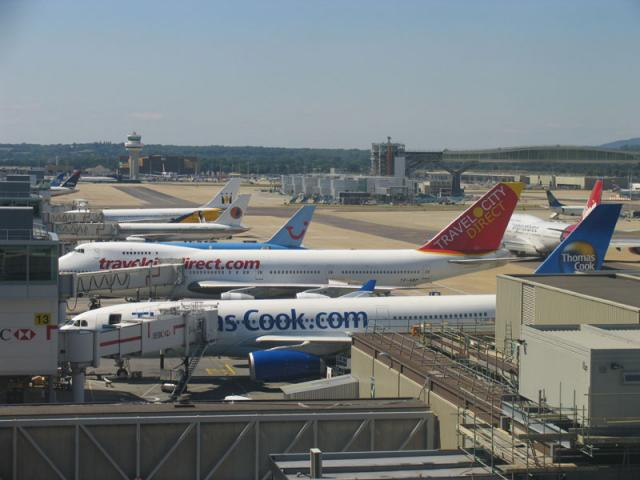
Gatwick Airport

Im Vereinigten Königreich gibt es 471 Flughäfen und Flugplätze, von denen 334 über asphaltierte Start- und Landebahnen verfügen (Stand: 2004). Größter Flughafen des Landes ist London-Heathrow, mit dem größten Passagieraufkommen Europas und dem sechstgrößten weltweit. Im Jahr 2018 fertigte der Flughafen rund 75 Millionen Passagiere ab. Auf den Plätzen zwei und drei folgen der Gatwick Airport und der Manchester Airport. Weitere bedeutende Flughäfen sind London-Stansted, Birmingham International, Cardiff International, Glasgow International und Belfast International. Insgesamt gibt es im Vereinigten Königreich 21 internationale Flughäfen.
Größte britische Fluggesellschaft ist British Airways, gefolgt von bmi, easyJet und Virgin Atlantic Airways.